# Collegio elettorale di Argenta
Il collegio elettorale di Argenta è stato un collegio elettorale uninominale del Regno di Sardegna, uno dei sette collegi della provincia di Ferrara.
È stato istituito, assieme agli altri collegi elettorali dell'Emilia, con decreto del Governatore per le provincie dell'Emilia, Luigi Carlo Farini, il 20 gennaio 1860
Era composto dal territorio dei mandamenti di Cento e Portomaggiore, come da tabella allegata al decreto citato.
Con la proclamazione del Regno d'Italia i territori sono confluiti nel collegio elettorale di Comacchio.

## Dati elettorali
Nel collegio si svolsero votazioni solo per la settima legislatura. 

### VII legislatura
Le votazioni si svolsero in 387 collegi uninominali a doppio turno. Come previsto dalla legge elettorale del 20 novembre 1859, era eletto al primo turno il candidato che «riunisce in suo favore più del terzo dei voti del total numero dei membri componenti il collegio e più della metà dei suffragi dati dai votanti presenti all'adunanza» (art. 91). Se nessun candidato era eletto, al ballottaggio tra i due candidati con più voti era eletto chi otteneva il maggior numero di voti (art. 92) o, in caso di ugual numero di voti, il maggiore d'età (art. 93).
| Partito                            | Partito                            | Candidato                          | Primo turno 25 marzo 1860 | Primo turno 25 marzo 1860 | Ballottaggio 29 marzo 1860 | Ballottaggio 29 marzo 1860 |
| Partito                            | Partito                            | Candidato                          | Voti                      | %                         | Voti                       | %                          |
| ---------------------------------- | ---------------------------------- | ---------------------------------- | ------------------------- | ------------------------- | -------------------------- | -------------------------- |
|                                    | —                                  | Luigi Borsari                      | 342                       | 97,44                     | 396                        | 99,50                      |
|                                    | —                                  | Giuseppe Fioravanti                | 4                         | 1,14                      | 2                          | 0,50                       |
|                                    | —                                  | Francesco Aventi                   | 5                         | 1,42                      |                            |                            |
|                                    |                                    |                                    |                           |                           |                            |                            |
| Iscritti                           | Iscritti                           | Iscritti                           | 1 062                     | 100,00                    | 1 062                      | 100,00                     |
| ↳ Votanti (% su iscritti)          | ↳ Votanti (% su iscritti)          | ↳ Votanti (% su iscritti)          | 363                       | 34,18                     | 401                        | 37,76                      |
| ↳ Voti validi (% su votanti)       | ↳ Voti validi (% su votanti)       | ↳ Voti validi (% su votanti)       | 351                       | 96,69                     | 398                        | 99,25                      |
| ↳ Schede non valide (% su votanti) | ↳ Schede non valide (% su votanti) | ↳ Schede non valide (% su votanti) | 12                        | 3,31                      | 3                          | 0,75                       |
| ↳ Astenuti (% su iscritti)         | ↳ Astenuti (% su iscritti)         | ↳ Astenuti (% su iscritti)         | 699                       | 65,82                     | 661                        | 62,24                      |

L'elezione fu annullata il 5 aprile 1860 perché il ballottaggio doveva seguire fra Borsari e Aventi (che aveva avuto 5 voti a primo scrutinio) e non fra Borsari e Fioravanti (il quale a primo scrutinio ne aveva avuti soli 4. Il collegio fu riconvocato. 
| Partito                            | Partito                            | Candidato                          | Primo turno 6 maggio 1860 | Primo turno 6 maggio 1860 | Ballottaggio 10 maggio 1860 | Ballottaggio 10 maggio 1860 |
| Partito                            | Partito                            | Candidato                          | Voti                      | %                         | Voti                        | %                           |
| ---------------------------------- | ---------------------------------- | ---------------------------------- | ------------------------- | ------------------------- | --------------------------- | --------------------------- |
|                                    | —                                  | Luigi Borsari                      | 264                       | 96,70                     | 272                         | 99,27                       |
|                                    | —                                  | Carlo Mazzucchi                    | 4                         | 1,47                      | 2                           | 0,73                        |
|                                    | —                                  | Giuseppe Vaudini                   | 5                         | 1,83                      |                             |                             |
|                                    |                                    |                                    |                           |                           |                             |                             |
| Iscritti                           | Iscritti                           | Iscritti                           | 1 067                     | 100,00                    | 1 067                       | 100,00                      |
| ↳ Votanti (% su iscritti)          | ↳ Votanti (% su iscritti)          | ↳ Votanti (% su iscritti)          | 278                       | 26,05                     | 274                         | 25,68                       |
| ↳ Voti validi (% su votanti)       | ↳ Voti validi (% su votanti)       | ↳ Voti validi (% su votanti)       | 273                       | 98,20                     | 274                         | 100,00                      |
| ↳ Schede non valide (% su votanti) | ↳ Schede non valide (% su votanti) | ↳ Schede non valide (% su votanti) | 5                         | 1,80                      | 0                           | 0,00                        |
| ↳ Astenuti (% su iscritti)         | ↳ Astenuti (% su iscritti)         | ↳ Astenuti (% su iscritti)         | 789                       | 73,95                     | 793                         | 74,32                       |

Al ballottaggio fu ammesso il candidato Mazzucchi in quanto maggiore d'età rispetto al candidato Vaudini